# Jadwiga Batiuk
Jadwiga Batiuk, po mężu Klimczuk (ur. 23 grudnia 1912 w Dobrotworze, zm. 2 czerwca 1964 w Bielsku-Białej) – polska lekkoatletka, koszykarka i siatkarka.

## Życiorys
Ukończyła studia na Wydziale Prawa Uniwersytetu Jana Kazimierza we Lwowie.
Odniosła wiele sukcesów w różnych dyscyplinach sportu. Jako lekkoatletka była mistrzynią Polski w biegu na 100 metrów w 1936, wicemistrzynią w biegu na 60 metrów w 1934 i 1936, w skoku w dal z miejsca w 1936, w trójboju w 1935 i w pięcioboju w 1936, a także brązową medalistką w pięcioboju w 1933 i w trójboju w 1934. Była również halową mistrzynią Polski w biegu na 50 metrów w 1935 i 1936 oraz w biegu na 50 metrów przez płotki w 1935, wicemistrzynią w biegu na 50 metrów, biegu na 50 metrów przez płotki i skoku wzwyż w 1933, w skoku w dal z miejsca w 1935, w Skoku w dal w 1936 i w biegu na 50 metrów w 1937 oraz brązową medalistką w biegu na 50 metrów w 1934, skoku wzwyż w 1935 i w skoku w dal z miejsca w 1937.
Jeden raz wystąpiła w meczu reprezentacji Polski (z Niemcami, 15 lipca 1934 w Warszawie) w biegu na 100 metrów i w sztafecie 4 × 100 metrów.
Była zawodniczką klubów lwowskich: Czarnych (1930), AZS-u (1930–1935 i 1936–1939) i Srrzelca (1935–1936, a po wojnie Polonii Bytom (1946) i IKS Wrocław (1947).
Rekordy życiowe:
- bieg na 60 metrów – 7,8 s (24 września 1933, Lwów)
- bieg na 100 metrów – 12,8 s (15 lipca 1934, Warszawa)
- bieg na 80 metrów przez płotki – 16,3 s (27 maja 1934, Lwów)

Jako koszykarka zdobyła akademickie mistrzostwo świata w 1937 w Paryżu.
Z drużyną AZS Lwów zdobyła wicemistrzostwo Polski w piłce siatkowej w 1935.
Zmarła w Bielsku-Białej. Pochowana na cmentarzu przy ul. Grunwaldzkiej w Bielsku-Białej (sektor 5, rząd, 11, grób 17).